# Morelle
Morelle oder Weichsel (Prunus cerasus Austera-Gruppe, Syn. Prunus cerasus var. austera L.) ist die Bezeichnung für ein Steinobst. Es handelt sich um eine Sortengruppe der Sauerkirsche (Prunus cerasus). Die dunkelrot bis schwarz gefärbten Früchte zeichnen sich durch dunkel gefärbtes Fruchtfleisch und intensiv gefärbten Saft aus. Bekannt ist vor allem die Sorte Schattenmorelle. Weitere Beispiele sind die Ungarische Traubige, Ostheimer Weichsel und Leopoldskirsche. Teils findet sich die Bezeichnung als Süßweichseln speziell für entsprechende Sorten mit einer Süßkirschen-Einkreuzung (Bastardkirschen).
Sorten mit hellem Fruchtfleisch werden in der Sortengruppe der Amarellen oder Glaskirschen (Prunus cerasus Caproniana-Gruppe) zusammengefasst, wobei letzterer Begriff in einem engeren Sinne teils speziell für Bastardkirschen mit dieser Eigenschaft verwendet wird.